# منتخب الدنمارك لكرة اليد الشاطئية
منتخب الدنمارك لكرة اليد الشاطئية هو ممثل الدنمارك الرسمي في المنافسات الدولية في كرة اليد الشاطئية
.